# Il socio invisibile
Il socio invisibile è un film italiano del 1939 diretto da Roberto Roberti, tratto dal romanzo Il mio socio Davis di Gennaro Prieto.

## Trama
Per ottenere un credito che nessuno vuole concedergli, un uomo deve inventarsi l'esistenza di un socio facoltoso. La presenza di questo socio diventa però ingombrante, tanto che per liberarsene è costretto a raccontare la verità, ma a questo punto nessuno è disposto a credergli. Il solo modo per liberarsi del fantomatico socio è quello di rinunciare ai vantaggi economici raggiunti, cosa che riesce a fare incendiando il suo nuovo ufficio per ricominciare tutto daccapo.